# Corpus Christi en Béjar
El Corpus Christi de Béjar es una fiesta que se celebra el domingo siguiente a Pentecostés –sesenta días después del Domingo de Resurrección– en Béjar (Salamanca, España). Fue declarada Fiesta de Interés Turístico Nacional en 2010 y de Interés Turístico Internacional en 2019. Es la fiesta más destacada de la localidad, junto con las celebradas en honor a la Virgen del Castañar.
El Corpus Christi en Béjar se sustenta sobre dos tradiciones diferentes que acaban uniéndose hasta formar una sola festividad. Por un lado la tradición del cabildo que rememora la reconquista de la villa y por otro la tradición de la casa ducal impulsora del Corpus, celebración que históricamente ha estado unida a la reconquista. Desde el siglo XV los conocidos Hombres de Musgo acompañan la procesión del Corpus el día de su salida.

## Historia
La fiesta del Corpus Christi en Béjar une varias tradiciones surgidas en épocas diferentes y que se unen para generar la festividad religiosa actual. Por un lado está asociada a la leyenda de los hombres de musgo que se remonta hasta el siglo XII durante el reinado de Alfonso VIII de Castilla. Por otro lado asociada a la procesión del Corpus impulsada por la casa ducal. Fue en 1263 cuando las procesiones del Corpus Christi fueron establecidas por Urbano IV. La tradición festiva de celebrar el Corpus Christi en Béjar fue establecida en 1397 en época de Diego López de Zúñiga (1358-1417), primer señor de Béjar. La celebración de dicha festividad era una forma de representar tanto la situación social de los duques como el poder de estos.
En años posteriores, en 1413, el propio duque Diego López, embajador de Juan II de Castilla, solicitó a Benedicto XIII en presencia de Fernando I de Aragón, el patronazgo de las fiestas de Corpus de Béjar, para cumplir así con el voto al que se había comprometido en la campaña de Antequera en 1410 en caso de obtener la victoria contra los musulmanes. Benedicto XIII concedió el patronazgo para él y sus descendientes por el que se obligaba a acudir a la procesión del jueves de Corpus, bajo pena de ser multados en caso de no asistencia, a las diferentes autoridades, entre ellas las del Cabildo Eclesiástico, los párrocos de la comunidad de villa y tierra de Béjar, las autoridades tanto civiles como las de los gremios de artesanos, etc. La obligación establecida por los duques generó discrepancias con los obispos, pues las parroquias se quedaban vacías al no contar con los curas para ofrecer las misas. Las diferentes denuncias presentadas fueron ganadas por la casa ducal, ya que el patronazgo le concedía el único de derecho de dispensa posible. Los costes de las mismas fueron financiados por los Duques de Béjar, que recaudaban para sus arcas los beneficios generados en las fiestas. Una ordenanza de 1476 del cabildo recogía la obligación que tenía el clero de portar sus propias vestimentas eclesiásticas así como objetos necesarios para la procesión del Corpus. Además dicha ordenanza incluía la obligación de asistencia mencionada, siendo este el primer documento escrito que se conserva sobre la celebración del Corpus Cristi en Béjar. Una bula papal de Gregorio XIII confirmaba la validez de la ceremonia religiosa en 1584, y Sixto V lo avaló un año después.
La procesión está asociada a los Hombres de musgo quienes desfilan desde el origen de las procesiones en conmemoración a la reconquista cristiana de la ciudad.
En el siglo XVII se fundó la cofradía de la Abadía del Santísimo Sacramento que, entre otras funciones, se ocupaba de preparar los actos relacionados con la procesión del Corpus.
Entrado el siglo XIX con la desaparición del control de la nobleza y la abolición de los señoríos en España en 1812, los privilegios ducales se extinguieron. El protagonismo de la fiesta recayó en su aspecto religioso. La organización de la fiesta pasó a manos de los ciudadanos de clase más acomodada y se fueron perdiendo la presencia de actos como la representación de la justicia; permaneciendo la presencia de los Hombres de musgo, seña de identidad de los bejaranos.
El 22 de abril de 1931 con la llegada de la Segunda República el ayuntamiento decidió que no asistirían a la procesión ni a ninguno de los actos religiosos celebrados en la ciudad con motivo de la festividad del Corpus Christi. Tampoco formaron parte de la comitiva la bandera local ni los Hombres de musgo, hasta que en el año 1937 retomaron la participación en los actos.
Durante los años de la dictadura franquista el valor religioso de la fiesta se vio reforzado. En años posteriores la participación ciudadana en los preparativos y organización de la festividad se fue extendiendo, incluida la participación de las mujeres en los mismos. El alcalde de la ciudad de San Antonio (Texas) –cuyo pasado histórico está vinculado a Béjar– visitó la ciudad salmantina en 2006 para participar por primera vez en el acto de rendición de banderasdurante la procesión del Corpus. La festividad fue declarada Fiesta de Interés Turístico Internacional en 2019, a partir de lo cual se están realizando trabajos para recuperar algunos aspectos desaparecidos del periodo barroco de la fiesta.

### Los hombres de musgo

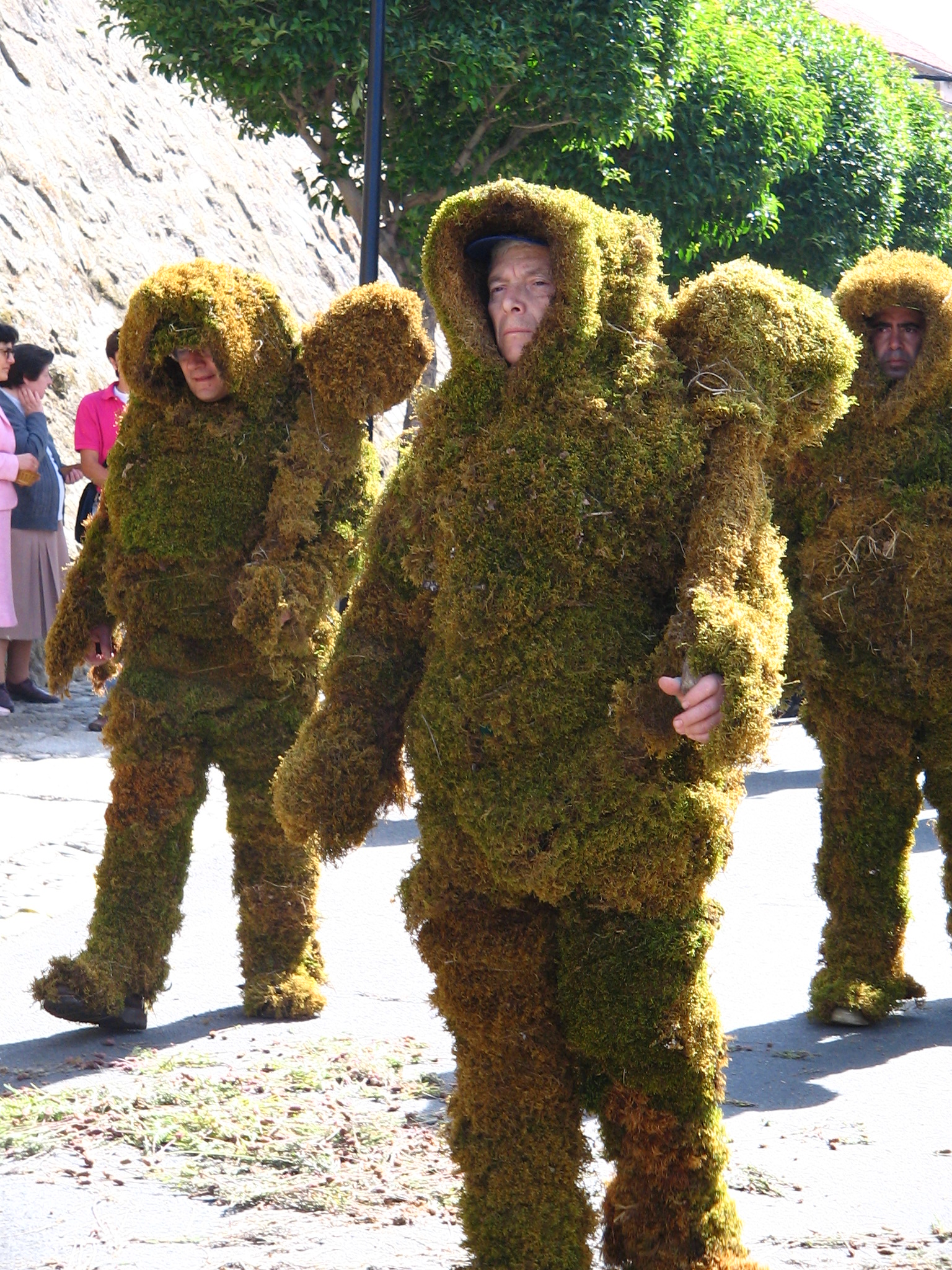
Hombres de musgo durante la procesión del Corpus Cristi en Béjar (2006)

Los hombres de musgo son una de las señas de identidad de la ciudad que han tenido presencia en las celebraciones más importantes de la misma. Tienen su origen en la leyenda del siglo XII, en el contexto de la reconquista cristiana de la península ibérica. Los hechos sucedieron el 17 de junio en 1208, día de santa Marina, cuando un grupo de hombres escondidos a las afueras de la ciudad se cubrieron de musgo recogido en los bosques locales para camuflarse y así, al llegar la noche, poder asaltar por sorpresa las murallas –originales del siglo XII– y acceder a la ciudad bajo dominación musulmana. Los musulmanes asustados ante la presencia de aquellas extrañas criaturas huyeron abandonando la ciudad por la puerta que más tarde se denominó Puerta de la Traición, permitiendo así la reconquista de Béjar.
La leyenda de los hombres de musgo se ha ido transmitiendo a lo largo de los siglos hasta que en el siglo XIV quedó vinculada a la procesión del Corpus Cristi bejarano. Un legajo del Archivo Histórico Nacional de Osuna (leg. 269, n.º 23) recoge dicho vínculo:

«cuando se conquisto la villa a los moros algunos paisanos se vistieron de aquella tez gruesa de yerba qe crian las peñas llenas de humedad a qe en el pais llaman Mó (es decir musgos o líquenes) con lo que asustaron a los sarracenos y asi quedo costumbre de usar este trage en ciertos dias determinados para divertirse el pueblo...(y) se entabló salir una Compaña en la procesion del Corpus vistiendose asi los Vecs prales».[Sic.]

La toma de la ciudad se representaba en la puerta de los Osos, una de las puertas de acceso a la villa cercana al palacio ducal con una puesta en escena de la captura de la población previo a la llegada de la procesión. Los hombres vestidos con el camuflaje de musgo y líquenes sorprendía al grupo de hombres nazaríes haciéndoles huir. La representación concluía con el traslado de los apresados al cortejo de la procesión como símbolo de victoria.
El Corpus Christi en Béjar es la única festividad que aún mantiene la tradición de estas figuras en el territorio español, a pesar de que en la época de la reconquista el uso de los camuflajes vegetales fue empleado en diferentes localidades con los mismos fines. Cada año le corresponde a un grupo de ciudadanos diferente vestirse de musgo para la ocasión.

### Organización y recorrido
La regla del Cabildo estableció en 1467 el recorrido procesional por las calles bejaranas. La procesión tenía fijada su salida en la Iglesia de Santa María de Mediavilla –conocida como Santa María La Mayor– con un recorrido por las calles del casco antiguo hasta la Iglesia del Salvador donde se realizaba el oficio. En el año 1580 el recorrido se modificó para dotarlo de más espacio dadas las características estrechas de las calles de la villa ducal. Los cambios propuestos fueron motivo de discrepancias entra la casa ducal y el corregidor, quedando establecido el recorrido designado por el duque. A finales del siglo XVI la llegada de María Alberta de Castro a la casa ducal originó un documento conocido como Relación —del Archivo Histórico Nacional de Osuna (leg. 255 n.º18)— en el que se detalla como se desarrollaba la fiesta del Corpus en Béjar. Por dicho documento y el leg. 269 n.º 27-28, se conocen con detalle los preparativos previos por parte los cuatro abades escogidos por la casa ducal, la participación del regidor de la casa ducal, el cabildo, soldados y oficiales, gremios y otros grupos, así como las tareas que debían realizar cada uno de los grupos participantes. Se describen además los preparativos de la villa para el día la procesión, la feria y el recorrido de la comitiva, las paradas y los actos a realizar por cada grupo. Se describen además quien debía sufragar los gastos del repique de campanas; la realización de los autos sacramentales o las comedias entre otros actos. Durante ese periodo el recorrido de la procesión partía de la iglesia de Santa María la Mayor hacia la iglesia del Salvador y seguía hasta la plaza de la Corredera para regresar al punto de partida.
Entre el siglo XVII y el XX el recorrido apenas sufrió cambios, pero en cambio se mantuvieron las discrepancias entre la casa ducal, el obispado y el Cabildo Eclesiástico.
El 27 de mayo de 1812 se acordó por parte de los regidores y justicia que los vecinos de las calles por las que discurría la procesión del Corpus Christi debían limpiarlas y cubrirlas con flores con aroma, además de adornar las ventanas y balcones. Debido a un incendio sucedido la noche del 19 de febrero de 1936 la Iglesia del Salvador quedó destruida, razón por la que la custodia fue llevada a la Iglesia de Santa María hecho que motivó que la celebración de los actos religiosos fuesen realizados en la Iglesia de San Juan.

### Vísperas
La víspera del día de Corpus se representaban los autos sacramentales ante el santísimo.
Durante la Octava del Santísimo era costumbre velar el Sacramento desde el alba por turnos. El rito se iniciaba el mismo día de la procesión una vez que había finalizada y se extendía al día de la Octava mientras el Santísimo estuviese descubierto. En el mismo participaban el corregidor, los regidores, los alcaldes, los procuradores generales de la villa y el escribano. La Octava de Corpus se mantiene como parte de las fiestas del Corpus Cristi en Béjar. 

### Celebraciones durante la pandemia de COVID-19
En 2020 la celebración del Corpus vio alterado su programa debido a la pandemia de COVID-19 en España. Sin procesión ni actos públicos del Corpus por las calles de la ciudad el Corpus se celebró en la Iglesia del Salvador. Se realizaron actos litúrgicos con aforo restringido con un breve recorrido simbólico de la custodia por dentro del templo. El Santísimo se acompañó del estandarte de la Real Abadía del Santísimo representando a todos los grupos religiosos. En el interior del templo se instaló un altar-monumento en ofrenda al Sagrado Corazón con el suelo cubierto de tomillo, al igual que se venía realizando en las calles.

## Descripción
El recorrido de la procesión parte de la Iglesia de Santa María situada en la Plaza san Juan Bosco. Una vez la comitiva llega a la Plaza Mayor se incorporan a la misma las autoridades locales para formar parte de la procesión. Los Hombres de Musgo acompañan la procesión desde el siglo XV. Estos ciudadanos deben inscribirse en una lista de espera que cada año se engrosa garantizando la presencia de la comitiva año tras año. Es frecuente al igual que sucede en otras procesiones del Corpus, que posesionen los niños que han realizado la primera comunión ese año. La procesión discurre sobre un alfombrado de tomillo que cubre todo el recorrido; el tomillo ha sido bendecido previamente.
Los escogidos cada año para vestirse de musgo se reúnen en el patio del Convento de San Francisco, sede del Centro de cultura, unas horas antes del inicio de la procesión. Varios voluntarios ayudan a los candidatos —hombres y mujeres— a cubrirse el cuerpo con hasta 20 kg de musgo. El atuendo les cubre desde la cabeza hasta los pies, incluidos los brazos y las manos dejando solo vista la parte del rostro. Al atuendo de camuflaje se le añade una maza también recubierta de musgo.

## Costumbres

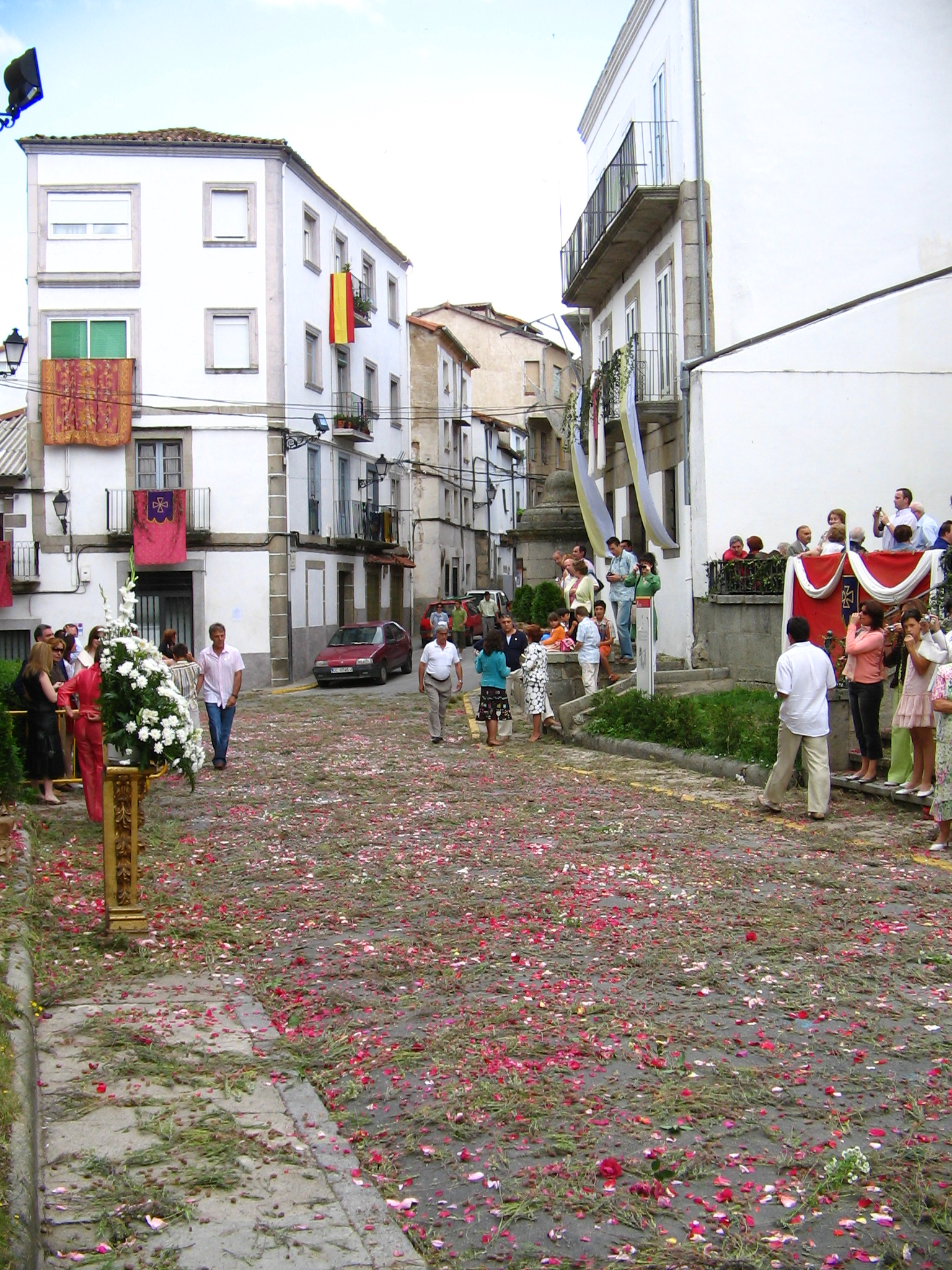
Calle Atrio de San Juan cubierta de tomillo y pétalos

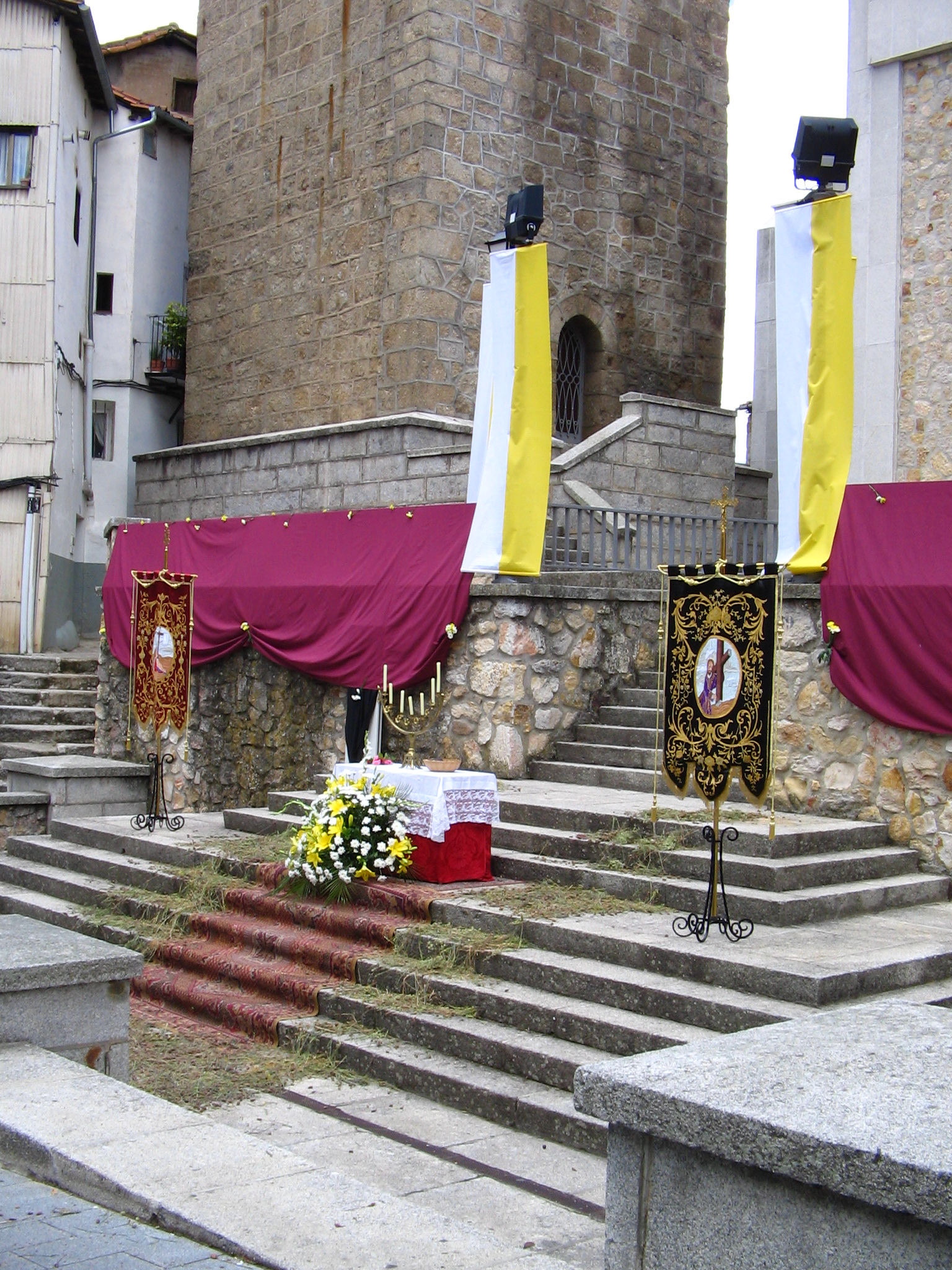
Altar ante el Ábside de san Gil en calle Mayor de Pardiñas

Durante el periodo ducal la festividad del corpus contó con la actuación de gigantes y cabezudos, monstruos alegóricos, la representación de la Justicia. Todas estas actuaciones quedaron en desuso con el paso del tiempo. Además de las actuaciones el Corpus Christi bejarano incorporó sermones, coros, estandartes, custodias, arcos triunfales, fuegos artificiales con el fin de integrar a la sociedad en la misma mediante los ritos.
Días previos a la celebración de la procesión del Corpus Christi las calles de la ciudad se engalanan con flores y colgaduras en los balcones, tanto en las calles como en las ventanas y balcones particulares. Es tradicional además adornar las calles con alfombras de flores realizadas con sal coloreada. Estos elementos decorativos son creados por los vecinos o hermanos de las cofradías de la ciudad y ocupan toda la longitud de la calle. Es costumbre colocar diferentes altares-monumentos a lo largo del recorrido, las cofradías locales se encargan de su diseño, montaje y decoración, la procesión realiza una estación ante los altares. Existió la costumbre por parte de lo lugareños de recoger el tomillo que ha servido como alfombra para el paso de la procesión, al que se le atribuían funciones místicas y protectoras para ahuyentar las tormentas.
Junto a las celebraciones con motivo del Corpus se solían correr y lidiar dos toros. La gastronomía típica suele ser el Calderillo bejarano, un plato presente en las mesas de los bejaranos para celebrar sus fiestas.

## Reconocimientos
- En 2010 fue declarada Fiesta de Interés Turístico Nacional.[46]
- En 2019 fue declarada Fiesta de Interés Turístico Internacional.[47]